# 33390 Hajlasz
33390 Hajlasz este o planetă minoră (asteroid), cu un diametru de 6,264 km, din centura de asteroizi. A fost descoperită pe 10 februarie 1999 la Experimental Test Site⁠(d) de Lincoln Near-Earth Asteroid Research. 
Obiectul prezintă o orbită caracterizată de o semiaxă mare de 2,424578 UAi, o excentricitate de 0,13, o înclinație de 3,18607 ° în raport cu ecliptica.